# تارزان (فیلم ۱۹۹۹)
تارزان (انگلیسی: Tarzan) انیمیشنی در سبک ماجراجویی، کمدی-درام و موزیکال به کارگردانی کریس باک و کوین لیما است که در سال ۱۹۹۹ منتشر شد. این فیلم سی و هفتمین انیمیشن بلند در سری انیمیشن‌های کلاسیک والت دیزنی است که بر اساس رمان تارزان (به انگلیسی: Tarzan of the Apes) نوشته ادگار رایس باروز ساخته شده است.

## خلاصه داستان
«تارزان»، مرد جنگلی، زندگی راحتی دارد تا این که با «پروفسور پورتو»، دخترش، «جین» و راهنمای شان، «کلیتن» روبه رو می‌شود و می‌فهمد که او نیز انسان است. حالا «تارزان» بین دوراهی تمایلش به ماندن با هم نوعانش و وفاداری و پای بندی به خانوادهٔ گوریلی که بزرگش کرده، گیر کرده است…

## جوایز
این انیمیشن برنده اسکار بهترین موسیقی در سال ۲۰۰۰ شد.

## بازیگران
- تونی گلدوین (الکس لینز، کودک) تارزان
- مینی درایور - جین پورتر
- روزی اودانل - ترک
- گلن کلوز - کالا
- لانس هنریکسن - کرچک
- وین نایت - تنتر
- نایجل هاثورن - پروفسور آرکیمیدیس کیو پورتر